# Racopilum intermedium
Racopilum intermedium là một loài rêu trong họ Racopilaceae. Loài này được Hampe mô tả khoa học đầu tiên năm 1863.